# Igor Skerbiš
Igor Skerbiš, slovenski častnik, vojaški pilot, 1961.
Podpolkovnik Skerbiš je pripadnik SV.

## Vojaška kariera
- Oddelek vojaškega letalstva in zračne obrambe na GŠSV (2001)
- pilot JLA, edini Slovenec, ki je pilotiral MIG-29